# Склотекстоліт

Сидіння виготовлено з полімеру і скловолокна

Склотекстолі́т — це текстоліт на основі склотканини. Полімерний матеріал, що належить до склопластику — армований склопластик, що має шарувату структуру, виготовляється за допомогою процесу пресування склотканин під високими температурами. Склотканини насичені термореактивними складовими на основі поєднання епоксидної смоли та фенолформальдегідної складової.
Здебільшого оброблене полімером скловолокно або склотканину піддають пресуванню. Склотекстоліт має високу міцність і динамічну стійкість, добру електро- і радіоізоляцію. Його найчастіше застосовують у виробництві матеріалів органічного походження, в енергетиці, будівництві, транспортному машинобудуванню для виготовлення кузовів, невеликих суден і човнів, вагонів тощо. Склотекстоліт, покритий міддю (фольгований склотекстоліт), використовується при виробництві друкованих плат.
Склотекстоліт, як і інші склопластики, використовують в авіаційній та ракетній техніці. Крім того, склотекстоліт використовували у складі композитної броні практично всіх радянських основних бойових танків.